# استورج تکنولوژی کورپوریشن
استورج تکنولوژی کورپوریشن (انگلیسی: Storage Technology Corporation) شرکت سخت‌افزار آمریکایی است، که در سال ۱۹۶۹ تأسیس شد.